# 1924 en Inde
Chronologie de l'Inde
- 1920
- 1921
- 1922
- 1923
- 1924
- 1925
- 1926
- 1927
- 1928

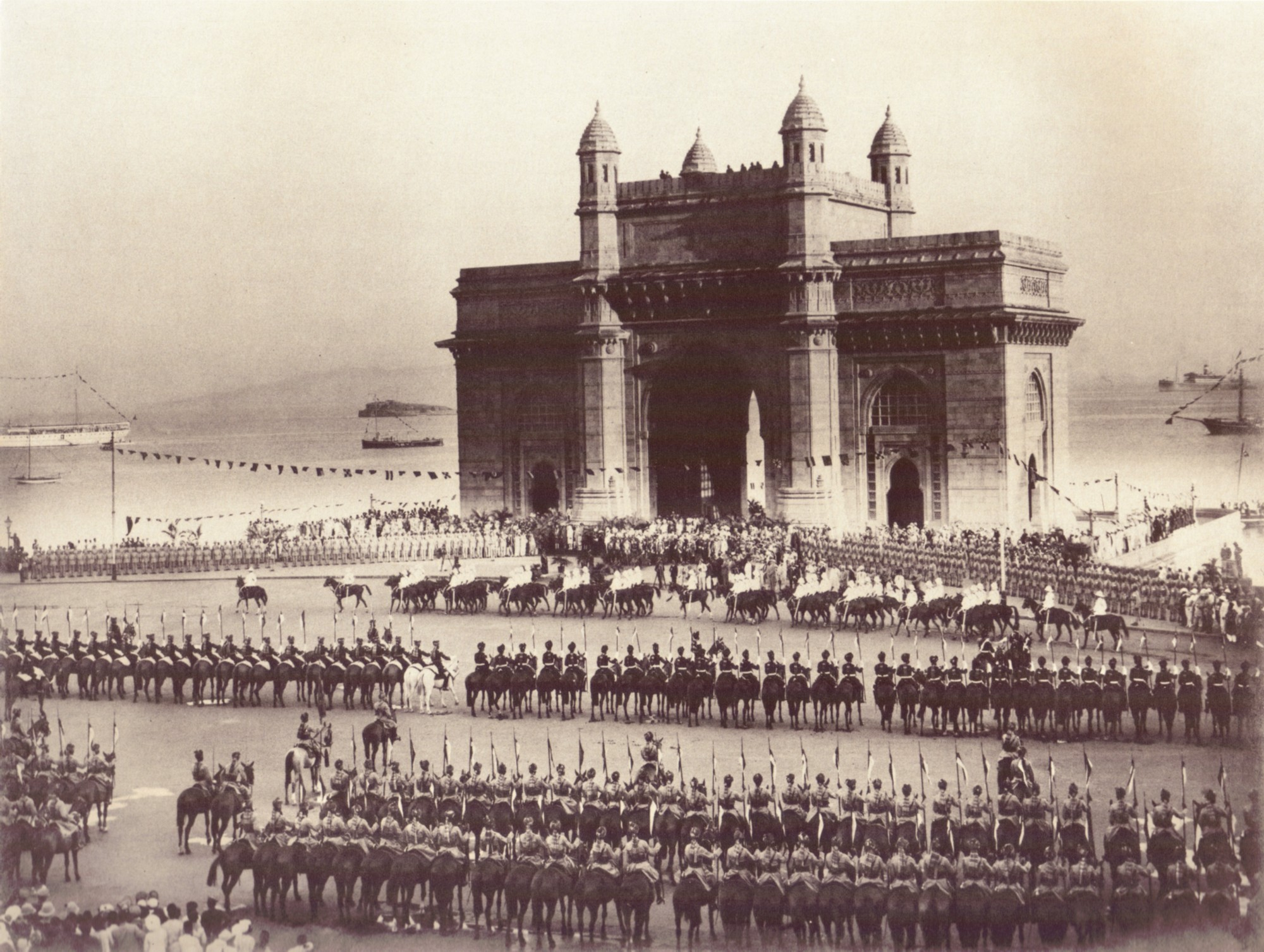
Inauguration de la Porte de l'Inde à Bombay.

Cette page concerne les évènements survenus en 1924 en Inde  :

## Évènement
- Fin de la rébellion de Rampa.
- février : Mohandas Gandhi est libéré prématurément pour raisons médicales.
- 1er mars : Gopinath Saha (en), un activiste pour l'indépendance, tire sur un homme qu'il prend à tort pour un commissaire de police de Calcutta, Charles Augustus Tegart - il est arrêté peu après.
- juillet : Grande inondation (en), appelée grande inondation de 99, en référence à l'année 1099 du calendrier malayalam (ère de Kollam).
- 9-11 septembre : Émeutes de Kohat (en).

## Cinéma
- Master Vithal (en), fait ses débuts en  tant que danseur dans le film Kalyan Khajina.

## Création
- Deendar Anjuman (en), organisation islamique.
- Hindustan Times, quotidien.
- Porte de l'Inde

## Dissolution
- Agence Cutch (en)
- Agence Kathiawar (en)
- Agence Palanpur (en)
- Mouvement Califat

## Naissance
- Krishna Prakash Bahadur (en), écrivain.
- S. R. Bommai (en), personnalité politique.
- Mahim Bora (en), écrivain.
- Narayan Desai (en), écrivain.
- Nissim Ezekiel (en), poète, écrivain et scénariste.
- Raj Kapoor, acteur, producteur, réalisateur et scénariste.
- Sebastian Kappen (en), prêtre et théologien.
- M. Karunanidhi, personnalité politique.
- F. C. Kohli (en), entrepreneur.
- Kamala Markandaya, écrivaine et journaliste.
- Arjun Naidu (en), joueur de cricket.
- P. K. Venugopalan Nambiar (en), scientifique.
- Harishankar Parsai (en), écrivain.
- Mohammed Rafi, chanteur.
- Gulshan Rai (en), réalisateur.
- Sabu, acteur.
- M. R. Schunker (en), militaire.
- Moturu Udayam (en), personnalité politique.
- Atal Bihari Vajpayee, Premier-ministre.

## Décès
- Kumaran Asan, poète et réformateur social.
- Abadi Bano Begum (en), activiste pour l'indépendance.
- Golap Ma (en), mystique et saint.
- Alluri Sitarama Raju, révolutionnaire.
- Chattampi Swamikal (en), sage hindou.
- Ashutosh Tarkabhushan (d), écrivain.
- Moolam Thirunal (en), maharadja du Travancore.